# Norwegian Challenge 2012
De Norwegian Challenge is een golftoernooi dat in 2012 weer deel uitmaake van de Europese Challenge Tour. Het werd gespeeld van 8 tot en met 12 augustus en het prijzengeld bedroeg €175.500. De winnaar ontving €38.000. De winnaar van de vorige editie, Andrea Pavan, werd opgevolgd door de Zweed Kristoffer Broberg.

## Verslag
De par van de baan as 72.
De Pro-Am werd gewonnen door het tean van Elias Bertheussen.
De 16-jarige Domenico Geminiani was net professional geworden en was de jongste deelnemer.
Jurrian van der Vaart maakte een mooie eerste ronde van -4 en kwam daarmee op de 15de plaats. Floris de Vries had een slag meer nodig en werd 27ste. Alvaro Velasco, leider van de Order of Merit in 2010, nam de leiding en maakte een bogey, maar ook zes birdies en een eagle. Matt Haines maakte een ronde van 66 voor de 2de plaats. 12 spelers eindigden met -5 op de derde plaats.
Met twee uur vertraging wegens regen kon de tweede ronde om 10 uur beginnen. Sommige holes waren tijdelijk korter gemaakt. De laatste groep startte hierdoor pas om 5 uur. In de derde groep speelde Kristoffer Broberg, een rookie op de Challenge Tour die al in Finland won. Na 13 holes stond hij op -7, voordat hij een bogey maakte. Toen Ryder Cup-speler Oliver Wilson op hole 13 zijn 7e birdie maakte, stond hij nog maar een slag achter Broberg. Ten slotte kwam Wilson met een score van 62 binnen, de laagste ronde van zijn leven en tevens een nieuw baanrecord. Broberg werd 2e met -13. Steven Brown had een scorekaart die er veel rommeliger uitzag. Zijn dagscore was -6, hij had zes birdies, vier bogeys en als enige speler twee eagles op zijn kaart. 

Alvaro Velasco, leider na ronde 1, begon met vier birdies; hij klom meteen naar de 3e plaats, maakte ten slotte weer een ronde van -7 en kwam naast Oliver Wilson aan de leiding. Jurrian van der Vaart maakte een slechte ronde en miste de cut. Alleen de 63 spelers met -5 of beter speelden in het weekend. Rafa Echenique sloeg een hole-in-one op hole 5, een par 3 van 255 meter. Na hole 5 stond hij zes onder de baan. In juni 2011 sloeg hij ook een hole-in-one tijdens het Italiaans Open. Hij won daar geen auto omdat een andere speler hem voor was.
Broberg begon in de derde ronde met een eagle en stond na zijn 2e eagle na hole 7 op -7. Daarna waren de scores rustiger, maar het was genoeg om weer aan de leiding te gaan. Velasco speelde ook weer goed en eindigde op de 2e plaats. De Noorse amateur Anders Engell maakte een mooie ronde van 63 en steeg naar de 6e plaats.
Ronde 4 leverde een spannend eindduel op. Vanaf hole 7 stonden Velasco en Broberg beiden op -21. Ze begonnen allebei behoudend te spelen. Velasco maakte een bogey op hole 12 en stond vanaf dat moment op de 2e plaats. Op hole 16 maakte hij een birdie en toen stonden ze weer gelijk. Op hole 17 maakten beide spelers een birdie en op hole 18 een par. Er volgde een Sudden death play-off. Na de Finnish Challenge won Broberg nu ook de Norwegian Challenge. 

Opvallend was de ronde van 64 van Florian Praegant, die daardoor op een gedeeld 6e plaats eindigde. Laurent Richard heeft zijn toernooi redelijk afgesloten en is op de 46e plaats geëindigd.

## Resultaten
| Naam                  | Score R1 | Score R1 | Nr   | Score R2 | Score R2 | Totaal | Nr  | Score R3 | Score R3 | Totaal | Nr  | Score R4 | Score R4 | Totaal | Nr  |
| --------------------- | -------- | -------- | ---- | -------- | -------- | ------ | --- | -------- | -------- | ------ | --- | -------- | -------- | ------ | --- |
| Kristoffer Broberg    | 67       | -5       | T3   | 64       | -8       | -13    | 3   | 65       | -7       | -20    | 1   | 70       | -2       | -22    | 1   |
| Alvaro Velasco        | 65       | -7       | 1    | 65       | -7       | -14    | T1  | 67       | -5       | -19    | 2   | 69       | -3       | -22    | 2   |
| Rafa Echenique        | 69       | -3       | T27  | 63       | -9       | -12    | T4  | 67       | -5       | -17    | T7  | 68       | -4       | -21    | 3   |
| Steven O'Hara         | 67       | -5       | T3   | 67       | -5       | -10    | T6  | 69       | -3       | -13    | T13 | 65       | -7       | -20    | T4  |
| Oliver Wilson         | 68       | -4       | T15  | 62       | -10      | -14    | T1  | 70       | -2       | -16    | 3   | 68       | -4       | -20    | T4  |
| Florian Praegant      | 69       | -3       | T27  | 67       | -5       | -8     | T10 | 69       | -3       | -11    | T26 | 64       | -8       | -19    | T6  |
| Domenico Geminiani    | 69       | -3       | T27  | 66       | -6       | -9     | T8  | 69       | -3       | -12    | T14 | 72       | par      | -12    | T27 |
| Matt Haines           | 66       | -6       | 2    | 72       | par      | -6     | T36 | 68       | -4       | -10    | T27 | 71       | -1       | -11    | T46 |
| Laurent Richard       | 70       | -2       | T48  | 68       | -4       | -6     | T36 | 69       | -3       | -9     | T35 | 70       | -2       | -11    | T46 |
| Hugues Joannes        | 71       | -1       | T72  | 69       | -3       | -4     | MC  |          |          |        |     |          |          |        |     |
| Floris de Vries       | 69       | -3       | T27  | 72       | par      | -3     | MC  |          |          |        |     |          |          |        |     |
| Jurrian van der Vaart | 68       | -4       | T15  | 75       | +3       | -1     | MC  |          |          |        |     |          |          |        |     |
| Pierre Relecom        | 73       | +1       | T110 | 74       | +2       | +3     | MC  |          |          |        |     |          |          |        |     |
| Christopher Mivis     | 71       | -1       | T72  | 77       | +5       | +4     | MC  |          |          |        |     |          |          |        |     |

## Spelers
| - Jamie Abbott - Antti Ahokas - Byeong-hun An - Phillip Archer - HP Bacher - Benn Barham - Jason Barnes - Adrien Bernadet - Knut Børsheim - Christophe Brazillier - Edouard Dubois - James Busby - Guillaume Cambis - Baptiste Chapellan - Graeme A. Clark - Marco Crespi - Matthew Cryer - Pablo Del Grosso - François Delamontagne - Matteo Delpodio - Robert Dinwiddie - Chris Doak - Jack Doherty - Agustin Domingo - Nick Dougherty - Rafa Echenique - Klas Eriksson - Borja Etchart - Tyrone Ferreira - Charlie Ford - Matt Ford - Alastair Forsyth - Florian Fritsch - Chris Gane - Sebi García - Jordi García Pinto - Jordan Gibb - Max Glauert - Luke Goddard | - Julien Guerrier - Peter Gustafsson - Mark F. Haastrup - Matt Haines - Anders Schmidt Hansen - Joachim B Hansen - James Heath - Oskar Henningsson - Scott Henry - Antonio Hortal - Garry Houston - Jeppe Huldahl - Lasse Jensen - Steven Jeppesen - Roope Kakko - Alexandre Kaleka - Rikard Karlberg - Farren Keenan - Lloyd Kennedy - Maximilian Kieffer - Sihwan Kim - Alexander Knappe - Espen Kofstad - Niklas Lemke - José-Filipe Lima - Chris Lloyd - Gary Lockerbie - Michaël Lorenzo-Vera - Callum Macaulay - Andrew McArthur - Ross McGowan - Francis McGuirk - Nicolas Meitinger - César Monasterio - Åke Nilsson - Matthew Nixon - Steven O'Hara - Pedro Oriol - Adrian Otaegui | - Jason Palmer - Andrew Parr - Eddie Pepperell - Andrea Perrino - Florian Praegant - Manuel Quiros - Pierre Relecom - Bernd Ritthammer - Victor Riu - Charles-Edouard Russo - Lloyd Saltman - Anthony Snobeck - Matthew Southgate - Gary Stal - Andy Sullivan - Alessandro Tadini - Andrew Tampion - Mark Tullo - Jurrian van der Vaart - Daniel Vancsik - Alvaro Velasco - Floris de Vries - Johan Wahlqvist - Simon Wakefield - Sam Walker - Justin Walters - Tom Whitehouse - Oliver Wilson Challenge Tour Invitaties - Ignacio Elvira - Carl Suneson - Niall Kearney - Jack Senior Amateurs - Andreas F Gjesteby - Anders Engell - Vetle Maroy - Petter Mikalsen - Kristian Krogh Johannessen - Kenneth Svanum | Nationale PGA & invitaties - Benny Ahlenback - Christian Aronson - Nino Bertasio - Elias Bertheussen - Kristoffer Broberg - Steven Brown - Alessio Bruschi - François Calmels - Laurie Canter - Julien Clément - Jens Dantorp - Gavin Dear - Mattias Eliasson - Peter Erofejeff - Thomas Feyrsinger - Are Friestad - Domenico Geminiani - Julien Grillon - Ofeigur J Gudjonsson - Rasmus Hjelm - Hugues Joannes - Peter Kaensche - Anders Kristiansen - Dennis Küpper - Daniel Lokke - Stian Lund - Joakim Mikkelsen - Christopher Mivis - Janne Mommo - Benedetto Pastorale - Sandro Piaget - Joakim Rask - Nicolò Ravano - Laurent Richard - Andrea Rota - Henri Satama - Jakub Svoboda - Damian Ulrich - Uli Weinhandl |